# 花之鎖
《花之鎖》（日语：花の鎖），日本小說家湊佳苗創作的推理小說，2011年3月10日由文藝春秋出版單行本。
2013年9月，由富士電視台翻拍為單集電視劇特別版。

## 概要
父母雙亡，和祖母一起生活的梨花，因苦於祖母的胃癌手術費用，而向不知姓名的「K先生」求助。「K先生」是一位在梨花母親生前即送上大把鮮花追求母親的謎樣人物，母親過世後，「K先生」仍持續的資助梨花。關於「K先生」究竟為何方人士，梨花詢問祖母亦得不到答案。於是梨花決定自行調查，透過花店，終於和「K先生」有關的人士見面，也因而得知「K先生」與母親的關係。
與和彌結婚的美雪眼前的困擾，即是已婚三年，膝下卻仍無一子。某日，丈夫下班帶回來一把花，告訴妻子美雪，自己決定以個人名義參加知名美術館公開徵選的建築設計比賽。而美雪的表哥陽介，拉攏和彌獨自創業，最後卻食言，並竊取了和彌的美術館設計圖而一舉得名。不久後，陽介與和彌等人前往建設預定地視察，和彌卻在現場失足身亡。
紗月是花卉水彩教室的插畫家，平日亦在和菓子店打工。某天，紗月收到了一封署名為「K」所寄來的信件，原來是大學時期好友希美子請求她救助其丈夫浩一的性命。而浩一正是希美子的前男友。
三位女子在冥冥之中，竟然有了意料之外的命運接點......。

### 主要人物
梨花（りか）
就職公司無預警破產的英語講師。27歲。3年前因雙親意外事故身亡，而和祖母一起生活。
自幼即得知謎樣人物「K先生」會贈送大把花束給母親，雙親過世後，加上失業及祖母的胃癌，梨花向「K先生」提出金錢資助的請求。
美雪（みゆき）
3年前，在舅舅的介紹下和公司的同事和彌相親結婚。
隨著和彌的工作異動，搬家至商店街。
紗月（さつき）
水彩插畫家。25歲。自學生時代即對花的繪畫極有興趣，大學畢業後，作品被有名的作家所出版之山岳小說採用為封面。出生前父親已因意外身亡，和母親相依為命。關於父親，只知道是個「聰明、喜歡山」的人。
每週一次前往公民館主辦的「花卉水彩畫教室」擔任講師。但因擔任講師的薪水太少，又一週四天在「梅花堂」兼職。

## 電視劇
《花之鎖》，是2013年9月17日於日本富士電視台21:00 - 22:13（JST）播出的特別電視劇，為改編自湊佳苗的同名小說《花之鎖》，此劇由中谷美紀、松下奈緒、戶田惠梨香三主演。

### 主要角色
- 梨花：松下奈緒
- 美雪：中谷美紀
- 紗月：戶田惠梨香
- 浩一：松坂桃李
- 健太：要潤
- 和弥：筒井道隆（日语：筒井道隆）
- 梨花的祖母：草笛光子
- 陽介：丸山智己（日语：丸山智己）
- 夏美：佐藤仁美
- 希美子：佐津川愛美（日语：佐津川愛美）
- 倉田：野村麻純（日语：野村麻純）

### 製作團隊
- 原作：湊佳苗《花之鎖》
- 劇本：篠崎繪里子
- 配樂：神坂享輔
- 音樂製作：千葉篤史
- 電腦動畫：岡野正廣
- 水彩畫：旦保瑞香、久米麻衣子
- 醫療指導：原義明
- 建築指導：細谷功
- 製作人：渋谷未來
- 副導演：高橋貴司
- 導演：中江功（日语：中江功）
- 製作：富士電視台製作部

## 外部連結
- 《花之鎖》富士電視台官方網站
- 湊佳苗《花之鎖》｜文藝春秋｜特設網站 （页面存档备份，存于）
- 秋之特別企劃《花之鎖》